# Велики Борак
Велики Борак (на сръбски: Велики Борак или Veliki Borak) е село в община Бараево, Белградски окръг, Сърбия.

## География
Разположен е в западната част на общината, югоизточно от село Шиляковац и югозападно от село Бождаревац.

## Население
Населението на селото възлиза на 1357 жители (2011 г.).
Етнически състав (2002)
- сърби – 1248 жители (96,96%)
- черногорци – 7 жители (0,54%)
- цигани – 6 жители (0,46%)
- югославяни – 5 жители (0,38%)
- македонци – 3 жители (0,23%)
- мюсюлмани – 2 жители (0,15%)
- други – 4 жители (0,28%)
- недекларирали – 10 жители (0,77%)